# Il convitato di pietra (Pacini)
Il convitato di pietra (Don Giovanni) è una farsa - operetta di Giovanni Pacini basata sul noto mito letterario di Don Giovanni. Il libretto, attribuito a Gaetano Barbieri, è infatti basato sulle numerose trasposizioni operistiche precedenti alla farsa (tra cui spicca il libretto di Lorenzo Da Ponte per Wolfgang Amadeus Mozart).

## Prima rappresentazione
Il compositore stesso parla della prima rappresentazione della farsa nella sua autobiografia Le mie memorie artistiche:
La prima rappresentazione dell'opera fu quindi in forma privata, avvenuta in un contesto famigliare, tra amici e parenti (Casa Belluomini apparteneva al marito della sorella Claudia, Antonio Belluomini, noto medico) che parteciparono attivamente allo spettacolo (in un simile contesto era stata pensata anche la prima di Demetrio e Polibio di Rossini): il padre del compositore, Luigi Pacini, noto basso buffo (fu il primo interprete dei ruoli di Parmenione ne L'occasione fa il ladro e di Don Geronio ne Il turco in Italia di Rossini), all'epoca si era già ritirato dalle scene. I fratelli del compositore, Francesco e Claudia, ai quali spettarono le parti del protagonista e di Zerlina, erano cantanti non professionisti ma comunque capaci di sostenere l'impegno di una partitura comunque impegnativa.

## Diffusione dell'opera
Dopo la prima, che ebbe luogo nel 1832 (in una data non specificata), l'opera sarebbe dovuta essere rappresentata nell'estate del medesimo anno anche nel Teatro Reggio di Viareggio, ma di questa rappresentazione non sono giunte notizie. Jeremy Commons e Daniele Ferrari hanno curato la ricostruzione e l'edizione critica dell'opera, sia per il testo, sia per la musica. La prima rappresentazione pubblica in tempi moderni avvenne al 20º Festival Rossini in Wildbad il 4 luglio 2008, sotto la direzione di Daniele Ferrari e per la regia di Anke Rauthmann (repliche il 12, 13 e 18 luglio). In quell'occasione Deutschlandradio Kultur la trasmise in diretta radiofonica e venne poi pubblicata in CD. La prima rappresentazione italiana ebbe luogo il 21 novembre 2015 al Teatro Verdi di Pisa (in cui venne registrato il DVD), poi replicata il 5 dicembre dello stesso anno al Teatro di San Girolamo (Teatro del Giglio) di Lucca sotto la direzione di Daniele Ferrari e per la regia di Lorenzo Maria Mucci.
Il 24 agosto 2018, per il 64º Festival Puccini, è stata rappresentata presso il giardino di Villa Paolina (Viareggio) sotto la direzione di Daniele Ferrari e per la regia di Giandomenico Vaccari (il cast: Don Giovanni, Vladimir Reutov; Donna Anna, Daniela Nuzzoli; Zerlina, Micaela Sarah D'Alessandro; Masetto, Alessandro Biagiotti; Duca Ottavio, Francesco Napoleoni; Il Commendatore, Massimo Schillaci; Ficcanaso, Alessandro Ceccarini). In quest'ultima produzione è stata eseguita, per la prima volta, l'edizione con i recitativi in forma cantata anziché parlata, nonché la versione alternativa del duetto n. 4.

## Cast della prima assoluta
| Personaggio             | Vocalità  | Interprete       |
| ----------------------- | --------- | ---------------- |
| Don Giovanni            | tenore    | Francesco Pacini |
| Donna Anna              | contralto | Signora Rosa     |
| Zerlina                 | soprano   | Claudia Pacini   |
| Masetto Il Commendatore | basso     | Giovanni Billet  |
| Duca Ottavio            | tenore    | Domenico Tonelli |
| Ficcanaso               | basso     | Luigi Pacini     |

## Trama
L'opera segue la struttura dell'opera mozartiana, con alcune differenze:
- Il personaggio di Leporello viene qui chiamato Ficcanaso: rispetto all'originale mozartiano, il servo buffo non si fa remore nel dare del "tu" al suo padrone
- Il personaggio di Donna Elvira viene eliminato, e la sua parte viene "ereditata" da Zerlina, che acquista più spessore: a lei viene letto il catalogo delle conquiste di Don Giovanni, e sempre a lei viene dedicata la Serenata (che le fa Don Giovanni, per burlarla, dopo il tentativo non riuscito di sedurla)
- Il personaggio di Ottavio viene sottodimensionato (essendo il primo interprete dell'opera, Domenico Tonelli, un secondo tenore allievo di Pacini)
- Il finale dell'opera segue quello della "versione viennese" mozartiana: l'opera si chiude infatti con Don Giovanni che sprofonda all'inferno, senza la morale conclusiva degli altri personaggi.

## Organico orchestrale
Visto il contesto "famigliare" della prima, l'organico previsto per l'opera è quello di un'orchestra da camera.

## Numeri musicali
Si contano due autoimprestiti: la serenata Luna, conforto al cor de' naviganti proviene da Il talismano (Teatro alla Scala di Milano, 1829), e l'aria finale di Zerlina Sento brillarmi il core da Gli sponsali de' silfi (Teatro de' Filodrammatici di Milano, 1815).

### Atto 1
- 1 Introduzione La gran bestia è il mio padrone (Ficcanaso, Donna Anna, Don Giovanni, Il Commendatore)
- 2 Aria con pertichini Care sponde che pietose (Donna Anna)
- 3 Coro e sortita Bella cosa per una ragazza (Zerlina, Masetto)
- 4 Duetto La man tu mi darai (Don Giovanni, Zerlina) (di questo duetto esistono due versioni)
- 5 Aria con pertichini Di tutte le sue belle (Ficcanaso)
- 6 Finale Primo Esso vien, io qui celato (Masetto, Zerlina, Don Giovanni, Coro, Ficcanaso, Donna Anna, Duca Ottavio)

### Atto 2
- 7 Serenata Luna, conforto al cor de' naviganti (Don Giovanni)
- 8 Quintetto Senza il caro sposo amato (Zerlina, Ficcanaso, Duca Ottavio, Donna Anna, Masetto)
- 9 Duetto Mio dolce pensiero (Zerlina, Masetto)
- 10 Duetto Signor Commendatore (Ficcanaso, Don Giovanni)
- 11 Aria Sento brillarmi il core (Zerlina)
- 12 Finale Secondo Preparata è già la cena (Don Giovanni, Ficcanaso, Il Commendatore, Coro)

## Incisioni discografiche
| Anno | Cast (Don Giovanni, Donna Anna, Zerlina, Masetto, Duca Ottavio, Il Commendatore, Ficcanaso)                                            | Direttore       | Etichetta     |
| ---- | --- | --------------- | ------------- |
| 2008 | Leonardo Cortellazzi, Geraldin Chauvet, Zinovia-Maria Zafeiriadou, Ugo Guagliardo, Giorgio Trucco, Ugo Guagliardo, Giulio Mastrototaro | Daniele Ferrari | Naxos Records |

## DVD
| Anno | Cast (Don Giovanni, Donna Anna, Zerlina, Masetto, Duca Ottavio, Il Commendatore, Ficcanaso)                            | Direttore       | Etichetta   |
| ---- | --- | --------------- | ----------- |
| 2015 | Massimiliano Silvestri, Sandra Buongrazio, Giulia De Blasis, Daniele Cusari, Roberto Cresca, Sinan Yan, Carlo Torriani | Daniele Ferrari | Bongiovanni |